# ولسوالی واشیر
واشیر یکی از ولسوالی‌های ولایت هلمند در جنوب افغانستان است. جمعیت آن در سال ۲۰۱۲ (میلادی) ۱۵٬۲۰۰ نفر اعلام شده‌است، باشندگان این ولسوالی را پشتون ها تشکیل میدهند.